# Chris Rankin
Chris Rankin (født 8. november 1983 i Auckland, New Zealand) er en new zealandsk-født engelsk skuespiller. Han er bedst kendt for sin rolle som Percy Weasley i Harry Potter-filmene.